# Louise (Lied)
Louise ist ein Lied der deutschen Pop-Rock-Band Bell Book & Candle aus dem Jahr 2005.

## Entstehung und Veröffentlichung
Geschrieben wurde das Lied gemeinsam von Jana Groß, Ingo Politz und Bernd Wendlandt. Die Komposition entstammt dabei von Politz und Wendlandt; der Text wurde von Groß verfasst.
Die Erstveröffentlichung von Louise erfolgte als Teil des fünften Bell Book & Candle Studioalbums Bigger am 14. Juni 2005 bei SPV.

## Inhalt
Im Lied geht es um ein Liebespaar. Es wird allerdings im Liedtext nicht erwähnt, dass sie ihn tatsächlich so liebt wie er sie. Louise ist von Geburt an blind. Das lyrische Er will Luise, seine große Liebe, immer beschützen. Eines Tages gewinnt sie jedoch ihr Augenlicht zurück (Zitat: Die Zeit verging, plötzlich war er da, ein Lichtstrahl hinter diesen leeren Augen). Er erkennt, dass er handeln muss, und bringt sie kurzerhand um. Er ist der Meinung, sie damit vor allem noch kommenden Schlimmen zu beschützen.

## Coverversion von Eisblume

### Entstehung und Veröffentlichung
Die deutsche Pop-Rock-Band Eisblume coverte das Stück im Jahr 2009 in einer deutschen Übertragung auf ihrem Album Unter dem Eis, zusammen mit dem Frauenchor Scala. Die Erstveröffentlichung erfolgte am 6. März 2009 als Teil von Eisblumes Debütalbum Unter dem Eis bei B1 Recordings. Am 6. November 2009 erschien das Lied erstmals als dritte Singleauskopplung des Albums. Diese erschien als 2-Track-CD-Single, mit einem Remix als B-Seite.

### Musikvideo
Das Musikvideo dazugehörige Musikvideo entstand unter der Regie von Christian Schwochow und wurde von der Mutter & Vater Productions produziert.
Besetzung
- Rosa Enskat: Mutter
- Anne von Keller: Schwester des Jungen
- Anke Retzlaff: Louise
- Ludwig Trepte: Junge
- Christian Wewerka: Vater

### Charts und Chartplatzierungen
| ChartsChartplatzierungen | Höchstplatzierung | Wochen |
| ------------------------ | ----------------- | ------ |
| Deutschland (GfK)        | 29 (6 Wo.)        | 6      |